# Ambasciata d'Israele in Italia
L'ambasciata d'Israele in Italia  è l'ente che cura ufficialmente i rapporti diplomatici fra lo Stato di Israele e la Repubblica italiana.
Le relazioni bilaterali comprendono attività politiche, economiche, commerciali, di difesa e sicurezza, culturali e di scambi accademici. L’Ambasciata e i Consolati Generali forniscono inoltre servizi consolari, compresa l’emissione di visti per i visitatori che si recano in Israele, i passaporti ed altri servizi per i cittadini israeliani che si trovano in Italia.
L’edificio dell’Ambasciata d'Israele ospita anche gli uffici della rappresentanza permanente d'Israele presso le Nazioni Unite a Roma e l’Ambasciata d'Israele presso la Santa Sede.

## Attività dell'Ambasciata (2021-2022)
L’Ambasciata d'Israele intrattiene relazioni diplomatiche con l’Italia; promuove rapporti economici con operatori economici nazionali e locali; promuove relazioni culturali e scientifiche; realizza, monitora e valuta attività di cooperazione allo sviluppo. L’Ambasciata è coinvolta quotidianamente nell’organizzazioni di incontri, conferenze, cerimonie ed eventi volti ad incentivare la collaborazione Italia-Israele ed a promuovere il mantenimento delle relazioni tra il governo israeliano e quello italiano.

### 101 Anni dalla Conferenza di Sanremo

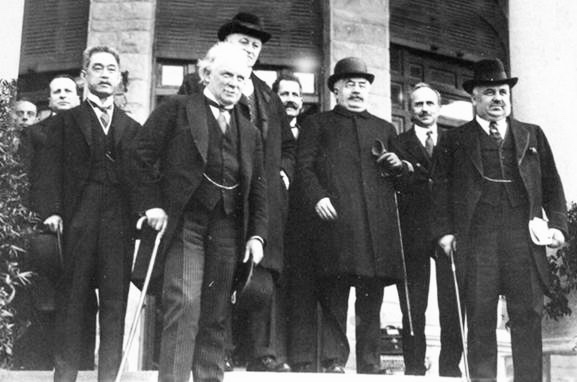
I delegati alla Conferenza di Sanremo

In occasione del 101º Anniversario della Conferenza di Sanremo, l'Ambasciata d'Israele ha organizzato un evento, trasmesso in diretta su Rai2, dove si è celebrata la firma dello storico accordo che riconobbe il diritto storico del popolo ebraico a tornare nella sua patria ancestrale.
L'evento è stato il frutto della collaborazione tra l'Ambasciata d'Israele, Coalizione Europea per Israele, il Comune di Sanremo e le reti televisive coinvolte.
Nel corso dell'evento, numerose autorità italiane ed istraeliane sono intervenute e hanno mandato i loro messaggi di auguri: l'Ambasciatore Dror Eydar, l'ex presidente israeliano Reuven Rivlin, l'ex primo ministro Benjamin Netanyahu, l'ex ministro degli esteri Gabi Ashkenazi, il ministro degli esteri Luigi Di Maio, l'ex premier Matteo Renzi.

### Inaugurazione del Parco Rabin di Roma

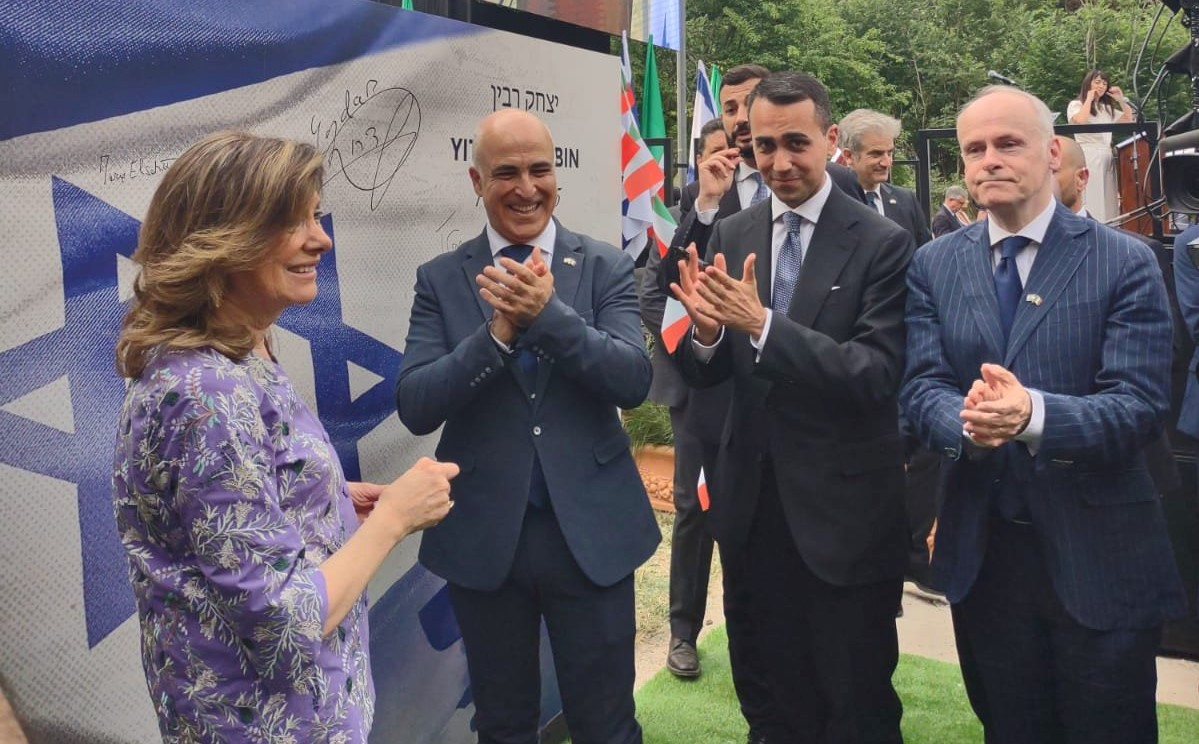
La Presidente del Senato Casellati, l'Ambasciatore Eydar, il Ministro Di Maio e il Presidente dell'European Coalition for Israel Tomas Sandell durante l'inaugurazione di Parco Rabin

Il 26 maggio 2022, l’Ambasciata d'Israele ha inaugurato un’area ludica presso il Parco Rabin di Roma donata per celebrare i cento anni dalla nascita di Yitzhak Rabin, primo ministro dello Stato d'Israele e Premio Nobel per la pace, e i 74 anni dall'indipendenza d'Israele. All'evento si sono unite più di 500 persone e oltre 100 alte cariche dello Stato.
In occasione dell'evento, il Presidente del Consiglio Mario Draghi ha inviato un messaggio di saluti dove ha ricordato l'incessante coinvolgimento di Yitzhak Rabin nel raggiungimento di un accordo di pace nel Medio Oriente.
Tra le autorità presenti, Elisabetta Casellati, Presidente del Senato; Luigi Di Maio, Ministro degli Affari Esteri e della Cooperazione Internazionale; Giancarlo Giorgetti, Ministro dello Sviluppo Economico; Andrea Orlando, Ministro del Lavoro e delle Politiche Sociali; Renato Brunetta, Ministro per la Pubblica Amministrazione; Elena Bonetti, Ministro per le Pari Opportunità e la Famiglia; Roberto Gualtieri, Sindaco di Roma Capitale; l’On. Bruno Tabacci, Sottosegretario di Stato alla Presidenza del Consiglio; Benedetto Della Vedova, Vice Presidente della Camera; On. Ettore Rosato, Sottosegretario di Stato per gli Affari Esteri e la Cooperazione Internazionale; Sen. Stefania Craxi, Presidente della commissione Esteri del Senato, On. Piero Fassino, Presidente della III Commissione Affari Esteri della Camera, On. Gianluca Rizzo, Presidente della IV Commissione Difesa della Camera.
Presenti anche l’On. Giorgia Meloni, Presidente di Fratelli d'Italia, il Sen. Matteo Salvini, Segretario federale del partito Lega - Salvini Premier, l'On. Maria Elena Boschi, capogruppo Italia Viva alla Camera, Noemi Di Segni, Presidente dell’UCEI - Unione delle Comunità Ebraiche Italiane, e Ruth Dureghello, Presidente della Comunità Ebraica di Roma.

### Cerimonie di Giusto tra le Nazioni

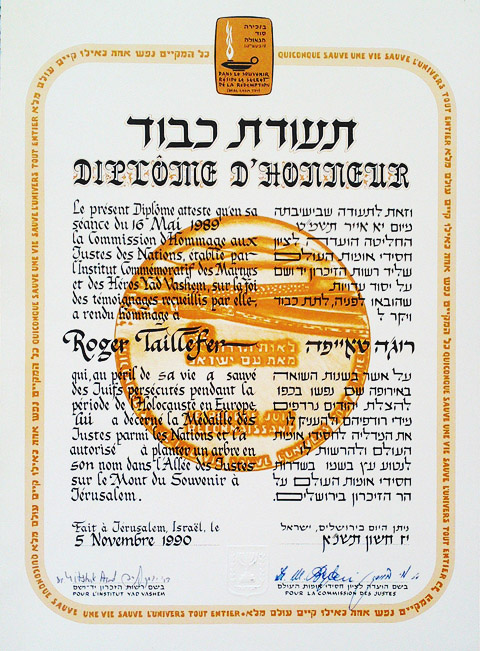
Certificato di Giusto tra le Nazioni

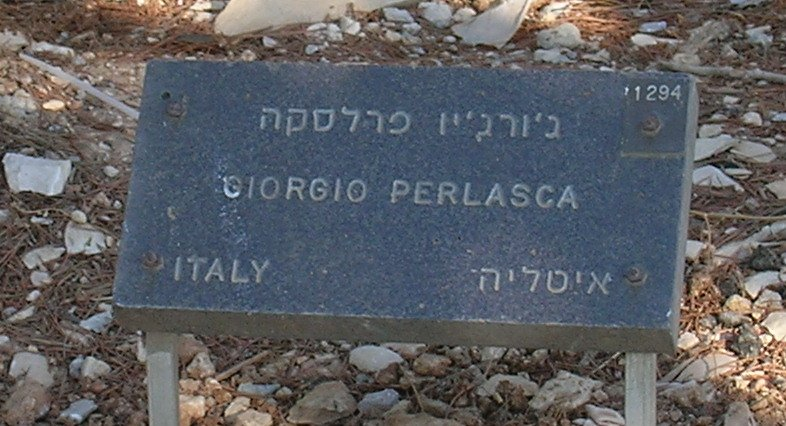
Stele dedicata a Giorgio Perlasca nel Giardino dei Giusti dello Yad Vashem, Gerusalemme

L’Ambasciata d'Israele, rappresentanza in Italia dello Yad Vashem, Ente nazionale per la Memoria della Shoah di Gerusalemme, conferisce le medaglie di “Giusto tra le Nazioni” alle famiglie di persone non ebree che, durante la Seconda Guerra Mondiale, hanno salvato famiglie ebree dalle persecuzioni razziali che li avrebbero condotti alla morte. La medaglia di Giusto tra le Nazioni costituisce la più alta onorificenza al valore civile conferita dallo Stato d'Israele.
In Italia sono stati nominati dallo Yad Vashem più di 700 Giusti tra le Nazioni. Ogni anno, l’Ambasciata d'Israele si impegna ad organizzare cerimonie in giro per l’Italia per conferire questa importante onorificenza ai Giusti o alle loro famiglie.

## L'Ambasciata

### Gli Ambasciatori
- Jonathan Peled, 2024 - in carica
- Alon Bar, 2022 - 2024
- Dror Eydar, 2019 - 2022[6][7]
- Ofer Sachs, 2016 - 2019
- Naor Gilon, 2012 - 2016
- Gideon Meir, 2006 - 2012
- Ehud Gol, 2001 - 2006
- Yehuda Millo, 1995 - 2001
- Avi Pazner, 1991 - 1995
- Mordechai Drory, 1986 - 1991
- Moshe Alon, 1979 - 1982
- Zeev Shek, 1977 - 1978
- Moshe Sasson, 1973 - 1977
- Emil Najar, 1968 - 1973
- Ehud Avriel, 1966 - 1968
- Charge d'Affaires e.p. Nissim Yaish
- Maurice Fischer, 1961 - 1965
- Eliahu Sasson, 1953 - 1961
- Charge d'Affaires e.p. Eliezer Halevi
- Ministro Moshe Ishay, 1951 - 1952
- Ministro Shlomo Ginossar, 1949 - 1951